# ケプラー34
ケプラー34（英語：Kepler-34）とは、地球から約4,900光年離れた、太陽によく似た恒星同士による連星系である。2012年にケプラー宇宙望遠鏡の観測により、1つの太陽系外惑星が発見された。

## 連星系
ケプラー34は2つの太陽によく似た恒星からなる連星である。主星の質量は太陽の1.048倍、半径は太陽の1.162倍である。表面温度は5,937Kと、太陽（5,778K）よりわずかに高い。伴星の質量は太陽の1.021倍、半径は1.093倍と、主星にかなり近い値となっている。表面温度は5,943Kと、やはり太陽よりわずかに高い。2つの恒星の質量と半径の値は、誤差が±0.003太陽質量/太陽半径前後と、極めて精度良く求まっている。2つの恒星は、わずか0.22882AU（3423万km）の距離を27.8日で公転している、近接連星でもある。2つの恒星は、軌道離心率0.52と非常に細長い軌道を描いている。

## 惑星系
ケプラー34系には2012年、ケプラー宇宙望遠鏡によりケプラー34bが発見された。ケプラー34bは連星系全体を公転していて、2016年9月時点でわずか19個しか確認されていない、周連星惑星のうちの一つである。周連星惑星なので、ケプラー34(AB)bともいわれる（以後、ケプラー34(AB)bと表記する）。このケプラー34(AB)bは周連星惑星としては10例目、ケプラー宇宙望遠鏡が発見した中では、ケプラー16(AB)bに次いで2例目となる。ケプラー34(AB)bは地球の70倍の質量もある為、木星のような巨大ガス惑星と思われる。直径は木星の76.4%である。2つの恒星の共通重心から1.09AUの距離を288.8日かけて公転している。
| 名称 （恒星に近い順） | 質量      | 軌道長半径 （天文単位） | 公転周期 (日) | 軌道離心率 | 軌道傾斜角 | 半径      |
| --------------------- | --------- | ----------------------- | ------------- | ---------- | ---------- | --------- |
| b                     | 0.2199 MJ | 1.0896                  | 288.82        | 0.182      | 90.355°    | 0.7637 RJ |